# NGC 5067
NGC 5067 је двојна звезда у сазвежђу Девица која се налази на NGC листи објеката дубоког неба.
Деклинација објекта је - 10° 8' 40" а ректасцензија 13h 18m 27,7s. Привидна величина (магнитуда) објекта NGC 5067 износи 13,5.